# Der Totentanz (Ballade)

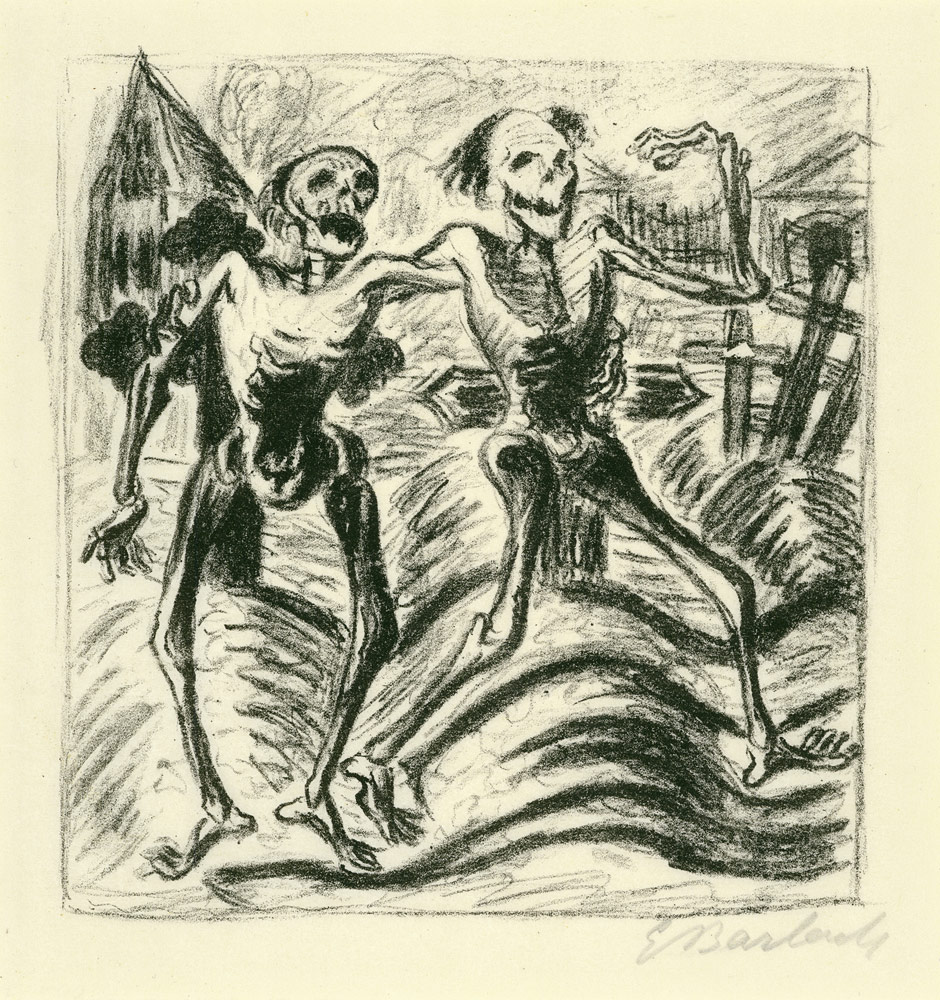
Der Totentanz, Zeichnung von Ernst Barlach, 1924

Der Totentanz ist eine Ballade von  Johann Wolfgang von Goethe aus dem Jahre 1813.

## Inhalt
Die siebenstrophige Ballade handelt davon, dass ein Türmer nachts den Friedhof bewacht und das Auferstehen der Untoten aus ihren Gräbern beobachtet, die sich zur Geisterstunde zum Tanz zusammenfinden.
Textausschnitt:
Der Türmer, der schaut zu mitten der Nacht

Hinab auf die Gräber in Lage;

Der Mond, der hat alles ins Helle gebracht:

Der Kirchhof, er liegt wie am Tage.

Da regt sich ein Grab und ein anderes dann:

Sie kommen hervor, ein Weib da, ein Mann,

in weißen und schleppenden Hemden.

Das reckt nun, es will sich ergetzen sogleich,

Die Knöchel zur Runde, zum Kranze,

So arm und so jung und so alt und so reich,

Doch hindern die Schleppen am Tanze.

Und weil hier die Scham nun nicht weiter gebeut,

Sie schütteln sich alle, da liegen zerstreut

Die Hemdelein über den Hügeln.

Die Ballade beginnt damit, dass der Türmer über den Friedhof wacht und um Mitternacht die Gräber beobachtet. Er sieht wie sich die Gräber plötzlich öffnen. Tote kommen hervor, die sich zum Tanz versammeln. Weil aber die Schleppen der Hemden beim Tanz stören, werfen sie diese ab. Dem Türmer kommt das lächerlich vor und der Schalk in ihm kommt auf die Idee, eines der Laken zu stehlen.
Unbemerkt schleicht sich der Türmer an die tanzenden Toten heran und stiehlt ein Totentuch. Der Türmer flüchtet sich anschließend in den Turm der Kirche. Als die Tanzenden wieder in ihre Gräber gehen wollen, können nicht alle zurück ins Grab. Ein Skelett macht sich auf die Suche nach seinem Laken und wittert es beim Türmer. Weil das Skelett dem Türmer durch die geheiligten Türen der Friedhofskirche nicht folgen kann, klettert es an den Verzierungen der Kirchenwand hoch zum Türmer. Dieser hat Angst und bereut seine Tat. Als das Laken an einem Metallhaken hängen bleibt und das Skelett das Laken fast erreicht hat, schlägt die Kirchenglocke laut „1 Uhr“ und das Skelett stürzt auf den Boden des Kirchhofes und zerschellt.

## Entstehung
Johann Wolfgang Goethe schrieb diese Ballade um 1813, während er auf der Flucht vor den Unruhen nach den Napoleonischen Kriegen nach Teplitz reiste. Von dort schickte er die Ballade per Post zu seinem Sohn August. Dieser ließ das Werk 1815 drucken und veröffentlichen. Ernst Barlach illustrierte die Ballade um 1924.

## Rezeption

### Rezitationen und Vertonungen
Die Ballade wurde bereits zahlreich rezitiert und vertont. Unter anderem hat Carl Loewe die Ballade in Op. 44, Nr. 3: Der Totentanz vertont.
Arno Schellenberg singt diese Vertonung zur Klavierbegleitung von Michael Raucheisen. Fritz Stavenhagen spricht die Ballade. 2025 wurde eine Vertonung des deutschen Komponisten Carsten Braun für Chor, Orchester und Rockband durch Ensembles der Universität Frankfurt/Main unter der Leitung von Prof. Jan Schumacher uraufgeführt.

### Verfilmungen
Ein Animationsfilm in der Stop-Motion-Technik als Brickfilm entstand von Steffen Troeger und Andreas Mooslechner alias golego animation. Die Rezitation erfolgte sowohl auf Deutsch als auch auf Englisch.
Eine Variation der Ballade wurde im Rahmen eines Literaturprojektes durch Schülerinnen und Schüler der Sekundarschule „Friedensschule“ Dessau entwickelt. Darin wurde die Ballade um vier neue Strophen erweitert und ein zweiter Handlungsstrang integriert. Der Kurzfilm wurde 2016 mit dem Jugendvideopreis in der Kategorie „Die jungen Teams“ ausgezeichnet.